# ばんどう太郎
ばんどう太郎は、株式会社坂東太郎（ばんどうたろう、英: BANDOTARO inc.）が運営する外食チェーン。現在は、栃木県、千葉県、埼玉県、群馬県、茨城県に、84店舗（直営店80店、FC4店）を展開している。

## 概要
創業以来「人間大好き親孝行」を経営理念としている。2012年には経済産業省が実施した「平成24年度おもてなし経営企業選」に選ばれた。
2015年5月21日放送の日本テレビ系バラエティ番組『秘密のケンミンSHOW』に登場し、このチェーンで提供される味噌煮込みうどんが取り上げられた。

## 特徴
客の多くが、祖父母から孫まで連れだった3世代の家族。創業者の思いは『3世代全員が満足する居心地が良い店作り』。
ファミレスでありながら、接客の全てを取り仕切る「女将さん」がいる。

## 沿革
- 1975年4月 - 茨城県境町に1号店を創業
- 1982年9月 - ことぶきを食材の製造及び配達部門として開設
- 1986年11月 - 法人設立
- 1993年3月 - FC本部開設
- 1997年7月 - 本部事務所及びことぶきを総和町に移転
- 2001年7月 - 居場所くいもんや「さむらい」1号店オープン
- 2002年6月 - 焼肉専門店「百萬」1号店オープン
- 2005年
  - 4月 - 創業30周年を迎える。旬菜食健「ひな野」1号店オープン
  - 11月 - 物流センター設立
- 2006年8月 - かつ太郎本店総和店リニューアル（100名様用宴会場設置）
- 2009年9月 - かぁべえの里・スウィーツ部門設立。株式会社坂東太郎人材サポートを、グループ 人材サポート部門として設立
- 2010年5月 - 株式会社母の里山つくばを物販部門として設立
- 2011年11月 - 株式会社雅洞を和菓子の製造販売部門として設立
- 2016年
  - 1月 - 青谷英将新社長体制スタート
  - 7月 - 8代葵カフェひたち野牛久店オープン
- 2018年7月 - 株式会社蛸屋スタート
- 2019年4月 - 企業主導型保育園「あお学園保育園」
- 2020年
  - 3月 - 親孝行レストラン『坂東離宮』オープン
  - 7月 - 高級食パン専門店『よう治』オープン

出典:

## テレビ番組
- 日経スペシャル ガイアの夜明け シリーズ「デフレと闘う!」第3弾 外食のピンポイント戦略（2010年2月2日、テレビ東京） - ファミレスの北関東連合を取材[4]。
- 日経スペシャル カンブリア宮殿 地域No.1戦略で勝つ 異色外食チェーン "家族""従業員""地域"のココロを掴む「幸せ経営術」!（2014年2月13日、テレビ東京）[2]
- 秘密のケンミンSHOW（2015年5月21日、読売テレビ）- このチェーンで提供される味噌煮込みうどんが取り上げられた[5]。

## 書籍

### 関連書籍
- 『代々初代 親孝行・人間大好 幸せ創造企業』（著者:青谷洋治）（2023年9月7日、致知出版社）ISBN 9784800912893